# Rafinha Alcántara
Rafael Alcântara do Nascimento (n. 12 februarie 1993, São Paulo, São Paulo, Brazilia), cunoscut ca Rafinha pronunție în portugheză [ʁɐˈfiɲa], este un fotbalist brazilian care se află liber de contract iar ultima sa echipă a fost Al-Arabi SC în Qatar Stars League.
Și-a început cariera cu Barcelona, debutând cu prima echipă în 2011. După un împrumut la Celta, a jucat primul său meci la Liga pentru fostul club în 2014.
Rafinha a reprezentat atât Spania, cât și Brazilia la nivel de tineret, înainte de a debuta cu cei din urmă la seniori în 2015.Acesta are un frate mai mare care joacă pentru FC Liverpool, Thiago Alcántara.